# Cyanastrum
Cyanastrum, biljni rod iz porodice Tecophilaeaceae, dio reda Asparagales. Postoje tri priznate vrste trajnica (geofiti s lukovicom) iz tropske Afrike (Nigerija, Kamerun, DR Kongo, Republika Kongo, Ekvatorijalna Gvineja, Gabon, Tanzanija, Mozambik, Zambija)
Rod je opisan 1891.

## Vrste
1. Cyanastrum cordifolium Oliv.
2. Cyanastrum goetzeanum Engl.
3. Cyanastrum johnstonii Baker in D.Oliver & auct. suc. (eds.)

## Sinonimi
- Schoenlandia Cornu